# Бингхем-Лейк (город, Миннесота)

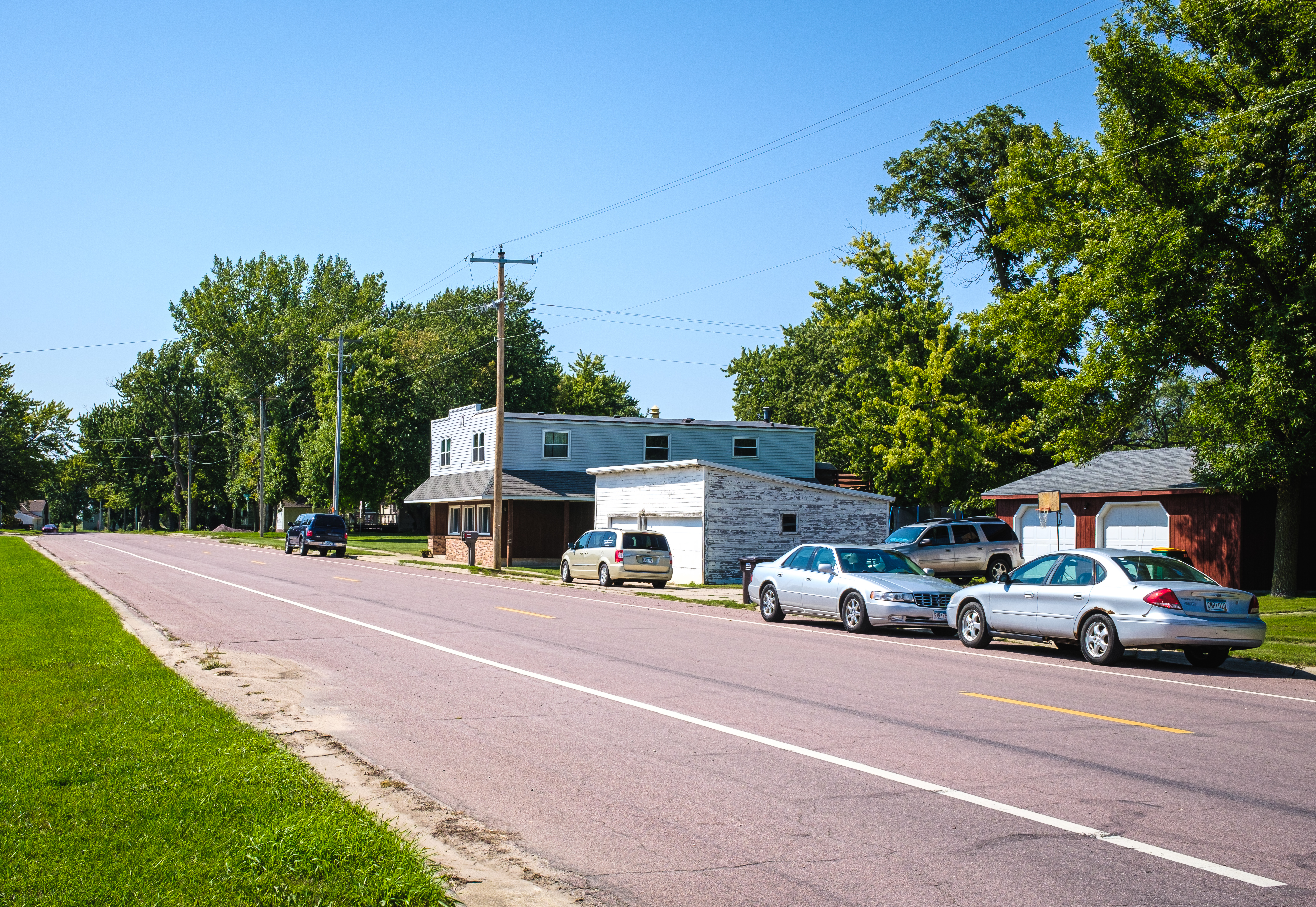
Улица в Бингхем-Лейк

Би́нгхем-Лейк (англ. Bingham Lake) — город в округе Коттонвуд в штате Миннесота, США. Площадь города составляет 2 км², водоёмов нет. Согласно переписи 2002 года, в Бингхем-Лейк проживало 167 человек. Плотность населения составляет 82,9 чел./км².
- Телефонный код города — 507
- Почтовый индекс — 56118
- FIPS-код города — 27-05896[1]
- GNIS-идентификатор — 0640155[2]

## История
Железнодорожное поселение Бингхем-Лейк впервые было указано на картах в 1875 году, но приобрело официальный статус только в 1900. Оно получило название от ближайшего озера Бингхем, которое, в свою очередь, было названо в честь Кинсли Бингема, сенатора от штата Мичиган [sic].
Местное почтовое отделение Bingham Lake появилось в 1871 году, ещё до официального основания города, и просуществовало до 1992 года.